# Тишевица
Тишевица (болг. Тишевица) — село в Болгарии. Находится в Врачанской области, входит в общину Враца. Население составляет 568 человек.

## Политическая ситуация
В местном кметстве Тишевица, в состав которого входит Тишевица, должность кмета (старосты) исполняет Илия Генов Илиев (Болгарская социалистическая партия (БСП)) по результатам выборов правления кметства.
Кмет (мэр) общины Враца — Тотю Младенов Младенов (Граждане за европейское развитие Болгарии (ГЕРБ)) по результатам выборов в правление общины.